# ベネフィット・コーポレーション
ベネフィット・コーポレーション（英: Benefit Corporation）は、アメリカ合衆国の各州法に基づき認可されるようになった企業形態。営利企業でありながら経済的・社会的目的の実現（公益実現）を追求するハイブリッド型企業（hybrid enterprise）の一種とされる。BCと略される。

## 米国法
ベネフィット・コーポレーションついて定めるBC法は、2010年にメリーランド州で初めて施行されたのを皮切りに、2016年1月現在、全米31州でBC法が制定されている。企業形態としてはパブリック・ベネフィット・コーポレーション（Public Benefit Corporation、PBC）と称されることもある。
米国法では会社法は州単位（州法）で制定されており、各州のBC法規定も同一ではないが、模範BC法（Model Benefit Corporation Legislation）が起草されている。模範BC法では以下のように定められている。
- 予備規定（設立要件） - 設立、転換、合併・売却、地位解除等の規定を設け、法人がBCであることを明記すること[3]。
- 目的規定 - 一般公共便益（general public benefit：GPB）や特定公共便益（special public benefit：SPG）の創出を目的とすること[3]。
- 説明責任規定 - 取締役等の行為基準（利害考慮の義務や説明責任）を定め、ベネフィット・ディレクターなどを設置すること[3]。
- 透明性 - 第三者基準（包括性、独立性、信頼性、透明性）とそれに基づくベネフィットレポートの作成[3]。

## 世界的展開

### 認証制度
模範BC法の起草にも関わった米国の非営利団体Bラボでは、BC法を制定していない米国内の諸州や米国外の企業を対象に、BCと同等の資格を有していることを認証する認定BC（Certified Benefit Corporation）の制度を設けている。

### 日本への導入の議論
日本では「経済財政運営と改革の基本方針2022」で民間で公的役割を担う法人格を新設することが検討されており「日本版BC」として取り上げられている。